# Muslimgauze
Muslimgauze var namnet på den brittiske musikern Bryn Jones, född 17 juni 1961, död 14 januari 1999, mellanöstern-inspirerade musikprojekt från 1983 till hans död, 1999.
Bryn Jones föddes i Manchester, Storbritannien 1961. Han började skriva musik 1982 under namnet E.g Oblique Graph i samband med och som kommentar till Israels invasion av Libanon, och släppte tre kassetter och en EP innan han 1983 bytte namn till Muslimgauze. Han var mycket produktiv och hade vid sin död skrivit nära 2000 sånger och släppt 90 album på 32 skivbolag.
Hans sånger var inspirerade av PLO, Hamas och politiska händelser i mellanöstern.
Efter hans död har många nytryck och samlingar med tidigare outgivet material givits ut, och nu finns över 180 skivor/kassetter släppta, och antalet ökar hela tiden.

## Diskografi
1. Extended Play (1982) Kinematograph Tapes (KT001) Kassett, som E.g Oblique Graph
2. Piano Room (1982) Kinematograph Tapes (KT002) Kassett, som E.g Oblique Graph
3. Triptych (1982) Recloose (LOOSE 002) 7" EP, som E.g Oblique Graph
4. Inhalt (1983) Kinematograph Tapes (KT003) kassett, som E.g Oblique Graph
5. Hammer & Sickle (1983) Hessian (HESSIAN 1) 7" EP
6. Kabul (1983) Product Kinematograph (PKR-1) LP
7. Opaques (1983) Product Kinematograph (PKR-2) Kassett
8. Hunting Out with an Aerial Eye (1984) Limited Editions (LIMITED 1) 12" EP
9. Buddhist on Fire/Triptych (1984) Recloose (LOOSE 008/002) LP/7" EP
10. Buddhist on Fire (1984) Recloose (LOOSE 008) LP
11. Blinded Horses (1985) Limited Editions (LIMITED 2) LP
12. Flajelata (1986) Limited Editions (LIMITED 3) LP
13. Hajj (1986) Limited Editions (LIMITED 4) LP
14. Jazirat-Ul-Arab (1987) Limited Editions (LIMITED 5) LP
15. Abu Nidal (1987) Limited Editions (LIMITED 6) LP
16. Coup D'Etat (1987) Permis de Constuire (PDC 005) LP
17. The Rape of Palestine (1988) Limited Editions (LIMITED 7) LP
18. Untitled (Compilation) (1988) Soleilmoon (SOL 2) Kassett
19. Iran (1988) Staaltape (STCD 001) CD
20. Iran (Second Issue) (1988) Staalplaat (STCD 001) CD
21. Uzi (1989) Parade Amoureuse (PHOE 02) LP
22. Uzi (The Rape of Palestine) (Compilation) (1989) Parade Amoureuse (PHOE 027CD) CD
23. split (Split Cassette with F.A.R.) (1990) Minus Habens (MBT 016) Kassett
24. Intifaxa (1990) Extreme (XCD 002) CD
25. Intifaxa (1990) Extreme (XCT 015) Kassett
26. United States of Islam (1991) Extreme (XCD 007) CD
27. Bhutto (1992) Extreme (XCS 012) 12 cm MCD
28. Zul'm (1992) Extreme (XCD 012) CD
29. Coup D'Etat (1992) Soleilmoon (SOL 2 CD) CD
30. Red Crescent Part 3 (1993) The Way Out (WAY OUT 002) 7" EP
31. Vote Hezbollah (1993) Soleilmoon (SOL 17 CD) CD
32. Hamas Arc (1993) Staalplaat (STCD 051) CD
33. Satyajit Eye (1993) Staalplaat (ST DAT 001) DAT
34. Betrayal (1993) Staalplaat (STCD 058) CD
35. Veiled Sisters (1993) Soleilmoon (SOL 20 CD) 2xCD
36. Iran (Third Issue) (1993) Soleilmoon (STCD 001) CD
37. Emak Bakia (1994) Concrete (CPRODCD020) CD
38. Citadel (Promo) (1994) Extreme (XCD 026) CD
39. Citadel (1994) Extreme (XCD 026) CD
40. Infidel (1994) Extreme (XEP 026) CD
41. Zealot (1994) Staalplaat (STCD 072) 2xCD
42. Hebron Massacre (1994) Soleilmoon (SOL 24 CD) CD
43. Nile Quatra (1994) Jara (JARA 002) 7" EP
44. Blue Mosque (1994) Staalplaat (STCD 081) 2xCD
45. Drugspherpa (1994) Staalplaat (STMCD 001) 8 cm MCD
46. Al-Zulfiquar Shaheed (1994) T.4 (TCD 01) CD
47. Salaam Alekum, Bastard (1995) Soleilmoon (SOL 25 CD) CD
48. Maroon (1995) Staalplaat (STCD 084) CD
49. Nadir of Purdah (1995) Jara (JARA 1201) 12" EP
50. Silknoose (1995) Daft (D1005 CD) CD
51. Izlamaphobia (1995) Staalplaat (MUSLIMLIM 001) 2xCD
52. No Human Rights for Arabs in Israel (1995) Staalplaat (MUSLIMLIM 002) 10" EP
53. Gun Aramaic (1996) Soleilmoon (SOL 27 CD) CD
54. Gun Aramaic Part 2 (1996) Soleilmoon (SOL 32 CD) CD
55. Azzazin (1996) Staalplaat (MUSLIMLIM 003) CD
56. Bandit Queen E.P. (1996) Pi TB (Pi 1205) 12" EP
57. Minaret-Speaker (1996) Staalplaat (MUSLIMLIM 005) 7" EP
58. untitled (1996) Syntactic (MUSLIM 15) 7" EP
59. Return of Black September (1996) Staalplaat (MUSLIMLIM 004) CD
60. Uzbekistani Bizzare and Souk (1996) Staalplaat (ST DAT 004) DAT
61. Zealot (1996) Staalplaat (MUSLIMLIM 006) 10" EP
62. Occupied Territories (1996) Staalplaat (STCD 110) 2xCD
63. Re-mixs (1996) Soleilmoon (SOL 37 CD) CD
64. Deceiver (1996) Staalplaat (MUSLIMLIM 008) 2xCD
65. Arab Quarter (1996) Soleilmoon (SOL 44 CD) 2xCD
66. Fatah Guerrilla (1996) Staalplaat (MUSLIMLIM 009) 3xCD
67. Azzazin 2 (1996) Staalplaat (MUSLIMLIM007) 10" EP
68. Gulf Between US (1997) Soleilmoon (SOL 49 CD) 12 cm MCD
69. Beyond the Blue Mosque (Compilation) (1997) Staalplaat (STCD 116) CD
70. Narcotic (1997) Staalplaat (STCD 122) CD
71. split (Split EP with Les Joyaux de la Princesse) Anathor (ANTR 002) 10" EP
72. City of Djinn (1997) Third Eye (TEMCD009) CD
73. Jaal Ab Dullah (1997) Soleilmoon (SOL 53 CD) CD
74. Sandtrafikar (1997) Staalplaat (MUSLIMLIM 011) CD
75. Zuriff Moussa (1997) Staalplaat (MUSLIMLIM 012) CD
76. Farouk Enjineer (1997) Soleilmoon (SOL 61 CD) CD
77. Vampire of Tehran (1998) Staalplaat (STCD 127) CD
78. Lahore & Marseille (1998) Soleilmoon (SOL 63 CD) 2x12 cm MCD
79. Syrinjia (1998) Soleilmoon (SOLV 007) LP
80. Mort Aux Vaches (1998) Staalplaat (no #) CD
81. Mazar-I-Sharif (1998) Soleilmoon (SOL 70 CD) CD
82. Tandoori Dog (1998) Staalplaat (MUSLIMLIM 010) 4xLP
83. Uzi Mahmoood (1998) Soleilmoon (SOLV 009) 12" EP
84. Sonar vs. Muslimgauze (1998) Daft (D1028) 12 cm MCD
85. Mullah Said (1998) Staalplaat (MUSLIMLIM 018) CD
86. In Search of Ahmad Shah Masood (1998) Staalplaat (MUSLIMLIM 015) MD
87. Remixs Vol. 2 (1998) Soleilmoon (SOL 78 CD) CD
88. Fedayeen (1998) Staalplaat/EARLabs (MUSLIMLIM 019) MP3
89. Melt (1998) Staalplaat/Pretentious (MUSLIMLIM 020) MP3
90. Dark Thoughts (1998) D.O.R. (ADOR 2333) CD
91. Azure Deux (Compilation) (1998) Staalplaat (STCD 137) CD
92. Remixs Vol 3. (1998) Staalplaat (MUSLIMLIM 017) CD
93. Hussein Mahmood Jeeb Tehar Gass (1999) Soleilmoon (SOL 73 CD) CD
94. Return to the City of Djinn (1999) Third Eye (TEMCD014) CD
95. Port Said (1999) Audio.NL (004) 12" EP
96. Observe with Sadiq Bey (1999) Staalplaat (STCD 131) CD
97. Muslimgauze vs Species of Fishes (1999) Fishes (FCD 01) CD
98. Iranian Female Olympic Table Tennis Team Theme (1999) Staalplaat (MUSLIMLIM 016) CD
99. Blue Mosque (Re-Issue) (1999) Staalplaat (STCD 081) 2xCD
100. At the City of the Dead (1999) BSI (BSI 1999-1) 12" EP
101. At the City of the Dead/Sound Secretion Dub (Promo/Compilation) (1999) BSI (no #) CD-R
102. Fakir Sind (1999) Soleilmoon (SOL 80 CD) CD
103. Hand of Fatima (1999) Soleilmoon (SOL 90 CD) CD
104. Box of Silk and Dogs (1999) Staalplaat (MUSLIMLIM 013) 9xCD
105. Hamas Arc (Re-Press) (1999) Staalplaat (STCD 051) CD
106. Drugsherpa (Re-Press) (1999) Staalplaat (STMCD 001) 8 cm MCD
107. Azad (1999) Staalplaat (MUSLIMLIM 022) CD
108. Return of Black September (Re-Issue) (1999) Staalplaat (MUSLIMLIM 004) CD-R
109. Deceiver (Re-Issue) (1999) Staalplaat (MUSLIMLIM 008) 2xCD
110. Fatah Guerrilla (Re-Issue) (1999) Staalplaat (MUSLIMLIM 009) 3xCD
111. Lo-fi India Abuse (1999) BSI (BSI 1999-3) CD
112. Bass Communion v Muslimgauze (1999) Soleilmoon (SOL 89 CD) CD
113. Speaking with Hamas (1999) Staalplaat (STCD 140) CD
114. Year Zero (with Apollon) (1999) D.O.R. (ADOR 2351) CD
115. Untitled (2000) Klanggalerie (GG14) CD
116. Unfinished Mosque (2000) Staalplaat (MUSLIMLIM 023) 12" EP
117. Sufiq (2000) Soleilmoon (SOL 101 CD) CD
118. Lo-fi India Abuse (2000) BSI (BSI 1999-3) LP
119. Baghdad (2000) Staalplaat (MUSLIMLIM 014) CD
120. New Soul (2000) 3rd Stone (STONE046CD) CD
121. Ayatollah Dollar (2000) Staalplaat (MUSLIMLIM 024) 12 cm MCD
122. Nommos' Return (2000) BSI (BSI 012-10) 10" EP
123. Jebel Tariq (2000) Staalplaat/Pretentious (MUSLIMLIM 025) MP3
124. Bass Communion v Muslimgauze (EP) (2000) Soleilmoon (SOL 106 CD) CD
125. Your Mines in Kabul (2000) Staalplaat (MUSLIMLIM 026) 3xCD
126. The Inspirational Sounds of Muslimgauze (Compilation) (2000) Universal Egg (WWCD31) CD
127. Abu-Dis (2000) D.O.R. (ADOR 2357) 2xCD
128. Fedayeen (Re-Issue) (2000) Tantric Harmonies (TANTRA X1) CD
129. Bass Communion v Muslimgauze (Re-Press) (2000) Soleilmoon (SOL 89 CD) CD
130. Port Said (Re-Press) (2000) Audio.NL (004) 12" EP
131. Jebel Tariq (Promo) (2000) Staalplaat (MUSLIMLIM 025) CD-R
132. The Suns of Arqa Mixes (2000) Arka Sound (ARKA 22120) CD
133. Muslimgauze (2001) Staalplaat (MUSLIMLIM 028) CD
134. Kashmiri Queens (2001) Staalplaat (MUSLIMLIM 030) CD
135. Melt (Re-Press) (2001) BSI (BSI 019-1) 12" EP
136. Eye for an Eye (2001) Staalplaat (MUSLIMLIM 029) LP
137. Hummus (2002) Soleilmoon (SOL 104 CD) CD
138. Hamas Cinema Gaza Strip (2002) Staalplaat (STCD 157) CD
139. Izlamaphobia (Re-Issue) (2002) Level Plane (LEVEL PLANE 18) 2xLP
140. Sarin Israel Nes Ziona (2002) Staalplaat (MUSLIMLIM 031) CD
141. Dar Es Salaam (2002) Hidden Art (HI-ART 10) CD
142. Completely Oblique (Promo/Compilation) (2002) Pretentious (GAUZE 1CD) 2xCD-R as E.g Oblique Graph
143. Completely Oblique (Compilation) (2002) Pretentious (GAUZE 1CD) 2xCD-R as E.g Oblique Graph
144. Al-Aqsa Intifada (2002) Third Eye (TEMCD012) CD
145. Veiled Sisters Remix (2002) Soleilmoon (SOL 105 CD) CD
146. Chapter of Purity (Compilation) (2002) Tantric Harmonies (TANTRA X9) CD
147. Maroon (Re-Issue) (2002) Staalplaat (STCD 084) CD
148. Uzbekistani Bizzare and Souk (Re-Issue) (2002) Important (IMPREC 007) CD
149. Classics Selection (Compilation) (2003) BSI (BSI 029-2) CD
150. Iranair Inflight Magazine (2003) Staalplaat (MUSLIMLIM 021) CD
151. Vampire of Tehran (Re-Press) (2003) Staalplaat (MUSLIMLIM 021) CD
152. Arabbox (2003) Soleilmoon (SOL 144 CD) CD
153. Hamas Cinema Gaza Strip (2003) Staalplaat (STCD 157) CD
154. Dome of the Rock (2003) anti-zen (ACT144) CD
155. From the Edge (Muslimgauze Remixs 1) (2003) Chlorophyll (CH-01a) EP
156. Arabbox (Second Issue) (2003) Soleilmoon (SOL 144 CD) CD
157. Hamas Arc (Second Re-Press) (2003) Staalplaat (STCD 051) CD
158. Beyond the Blue Mosque (Re-Press) (2003) Staalplaat (STCD 116) CD
159. Observe with Sadiq Bey (Re-Press) (2003) Staalplaat (STCD 131) CD
160. Red Madrassa (2003) Staalplaat (MUSLIMLIM 032) CD
161. Alms for Iraq (2003) Soleilmoon (SOL 129 CD) CD
162. Remixs 1 + 2 (Re-Issue/Compilation) (2003) Soleilmoon (SOL 131 CD) 2xCD
163. Dome of the Rock (Re-Press) (2003) anti-zen (ACT144) CD
164. Speaking with Hamas (Re-Press/Compilation) (2003) Staalplaat (STCD 140) CD
165. In Search of Ahmad Shah Masood (Re-Issue) (2003) Nexsound (NS19) CD
166. Jebel Tariq (Re-Issue) (2003) Staalplaat (MUSLIMLIM 033) CD
167. No Human Rights for Arabs in Israel (2004) Vivo/The Label (vivo2004 009CD) CD
168. Occupied Territories (Re-Press) (2004) Staalplaat (STCD 110) 2xCD
169. Azzazin (Re-Issue) (2004) Staalplaat (MUSLIMLIM 003) CD
170. Return of Black September (Re-Issue) (2004) Staalplaat (MUSLIMLIM 004) CD
171. Sandtrafikar (Re-Issue) (2004) Staalplaat (MUSLIMLIM 011) CD
172. Zuriff Moussa (Re-Issue) (2004) Staalplaat (MUSLIMLIM 012) CD
173. Zuriff Moussa (Re-Issue) (2004) Important (IMPREC 025) LP
174. From the Edge (2004) Azra Records (CD-AZRA-202) CD
175. Uzbekistani Bizzare and Souk (Re-Issue) (2004) Important (IMPREC 007) CD
176. Syrinjia (2004) Soleilmoon (SOL 132 CD) 2xCD
177. Jaal Ab Dullah (Re-Issue) (2004) Soleilmoon (SOL 53 CD) CD
178. Sufiq (Re-Issue) (2004) Soleilmoon (SOL 101 CD) CD
179. Izlamaphobia (Re-issue) (2005) Staalplaat (MUSLIMLIM 001) 2CD
180. No Human Rights For Arabs In Israel: The Remix (2005) Staalplaat (MUSLIMLIM 034) CD
181. "Speaker of Turkish" (2006) Soleilmoon (SOL 138 CD) CD